# Sân bay Mikkeli

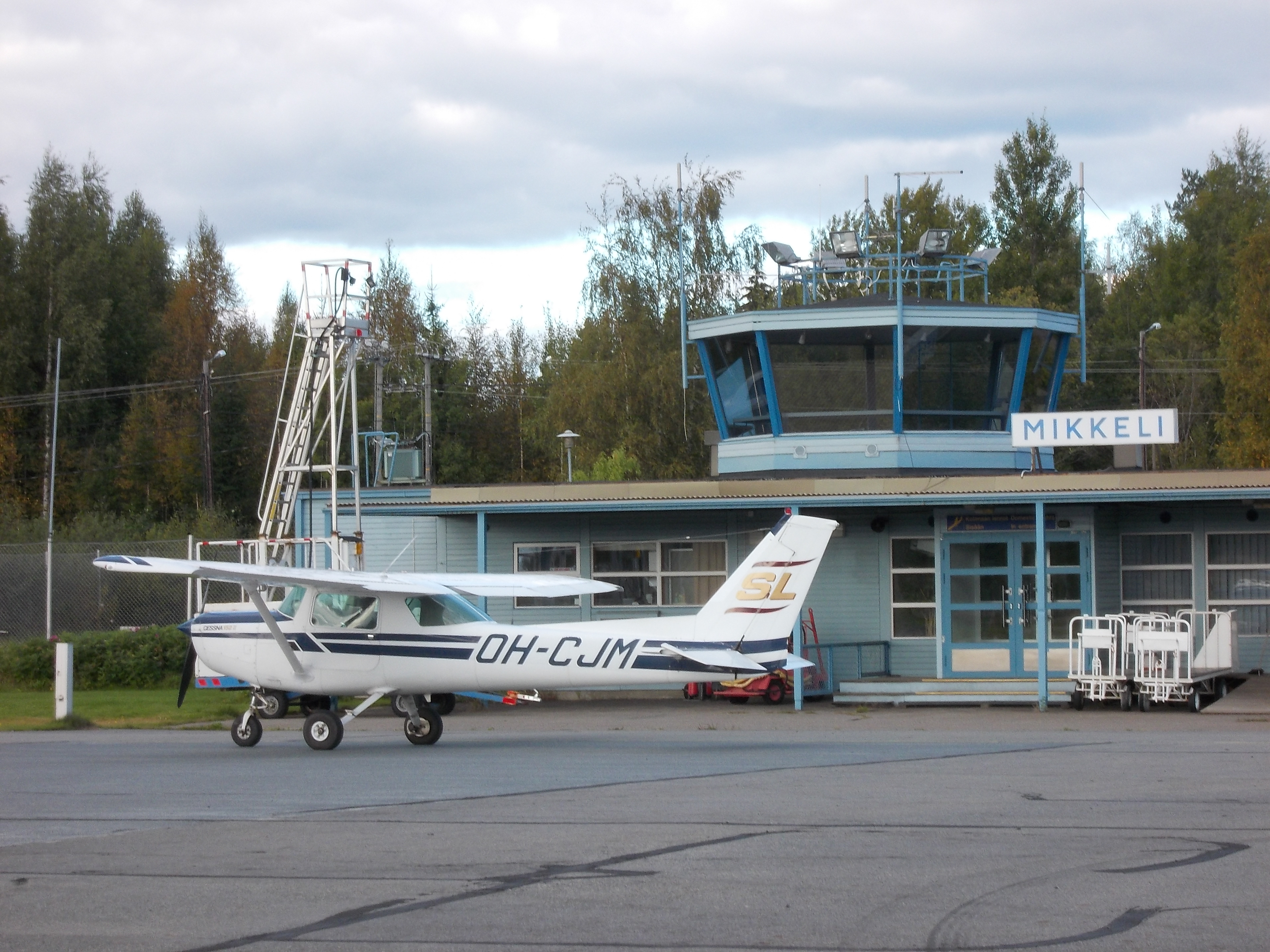

Sân bay Mikkeli là một sân bay phục vụ Mikkeli, Phần Lan, 2,5 hải lý (4,6 km; 4,5 dặm) phía tây của trung tâm thành phố. Không có chuyến bay thường lệ thường xuyên đến sân bay. Vào mùa hè, có một số lượng lớn các chuyến bay leo núi, nhảy dù và nhảy dù tại sân bay.
Có một đường băng (11/29) tại sân bay và các biện pháp của nó là 1.702 m × 44 m (5.854 ft × 144 ft). Đường băng 11 cũng được trang bị hệ thống hạ cánh điều khiển chính xác.